# AaB Fodbold
Aalborg Fodbold, Aalborg Boldspilklub, Aalborg BK ali enostavno AaB je danski nogometni klub. Nastopa v danski Superligi, katero je osvojil štirikrat. Največji uspeh kluba v evropskih tekmovanjih je nastop v Ligi prvakov v sezonah 1995/1996 in 2008/2009. Njegov stadion se imenuje Nordjyske Arena, katerega kapaciteta je 13.997 gledalcev. V lasti ga ima danska športna korporacija AaB A/S